# Eupteryx talassica
Eupteryx talassica är en insektsart som beskrevs av Mitjaev 1971. Eupteryx talassica ingår i släktet Eupteryx och familjen dvärgstritar. Inga underarter finns listade i Catalogue of Life.